# Milano Films

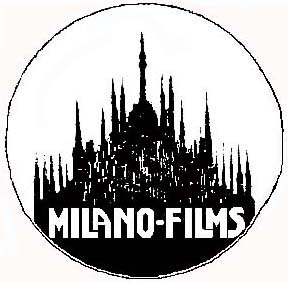
Image du logo de Milano Films.

Milano Films est une société italienne de production de films de l'époque du muet.

## Histoire
Fondée à Milan en 1908, Milano Films était une des leaders des sociétés de production italiennes de  films des années 1910, employant des réalisateurs comme Baldassarre Negroni et Augusto Genina et les acteurs Lina Millefleurs, Mercedes Brignone et Pina Menichelli.
Milano Films a refusé de rejoindre le conglomérat Unione Cinematografica Italiana en 1919 et a poursuivi son programme de production propre jusqu'à la fin des années 1920, perdant progressivement  de l'importance. La société a fini par fermer au cours des années 1920 lorsque l'industrie du film italien est entrée en crise.
En 1909, la société a construit les Studios Bovisa, à l'époque parmi les meilleurs en Europe. bien que l'industrie du cinéma soit de plus en plus centralisée à Rome, les studios ont continué à être utilisés de façon sporadique, par d'autres entreprises après la fermeture de la société Milano Films, .